# Castillo de Peracense

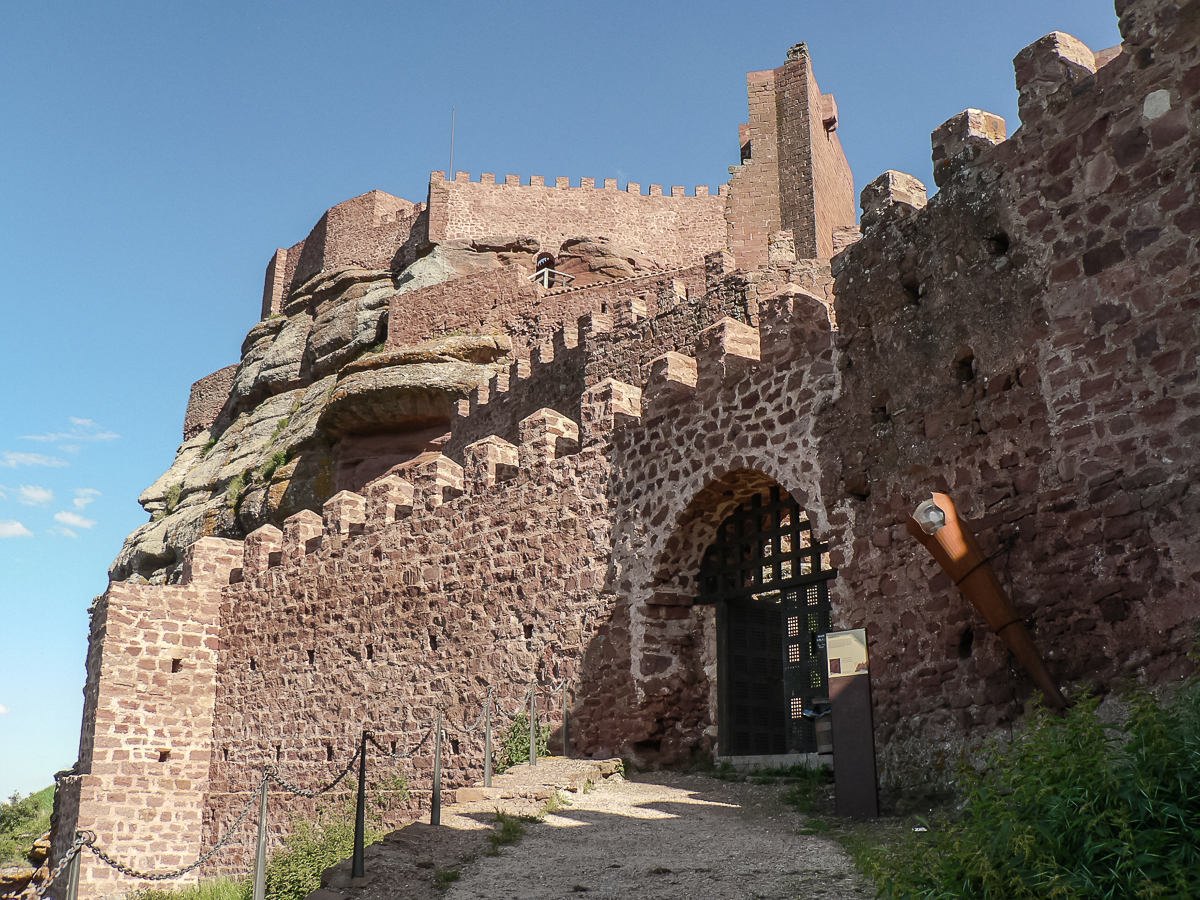
Entrada

El castillo de Peracense es una fortaleza situada en la localidad aragonesa de Peracense, Teruel, España. Se trata de uno de los castillos más originales y mejor conservados de Aragón, así como uno de los monumentos de mayor interés patrimonial y paisajístico de Teruel. El aspecto que mejor define a esta fortaleza es que en su construcción se aprovechó tanto la topografía natural del terreno como los materiales de la zona, lo que le ha dado su característico color rojizo del cual proviene su nombre.

## El Señorío de Albarracín
El castillo fue parte del sistema defensivo de la Taifa de Albarracín hasta el 1170 aproximadamente, cuando el entonces Emir de Murcia y señor de la Taifa, Muhámmad ibn Mardanís, también conocido como el Rey Lobo, entregó el territorio a Pedro Ruiz de Azagra, señor de Estella. Esto fue un pago al rey navarro por la ayuda que había prestado al emir ante los almohades, quedando en manos navarras y encajonado entre Castilla y Aragón hasta que el último lo conquistó a manos de Pedro III en 1284.

## Ubicación
El castillo se encuentra en el extremo más meridional de la provincia de Teruel, cerca del límite con la provincia de Guadalajara, Castilla-La Mancha. Se puede acceder por carretera a través de la autovía A-23 con salida en Villafranca del Campo. La fortaleza se asienta sobre una formación rocosa de rodeno fuertemente escarpada, que constituye la prolongación sur de Sierra Menera, junto al cerro de San Ginés. La erosión del propio rodeno permite obtener unas impresionantes vistas del entorno, especialmente del valle del Jiloca, situado al NE del castillo.

## Historia

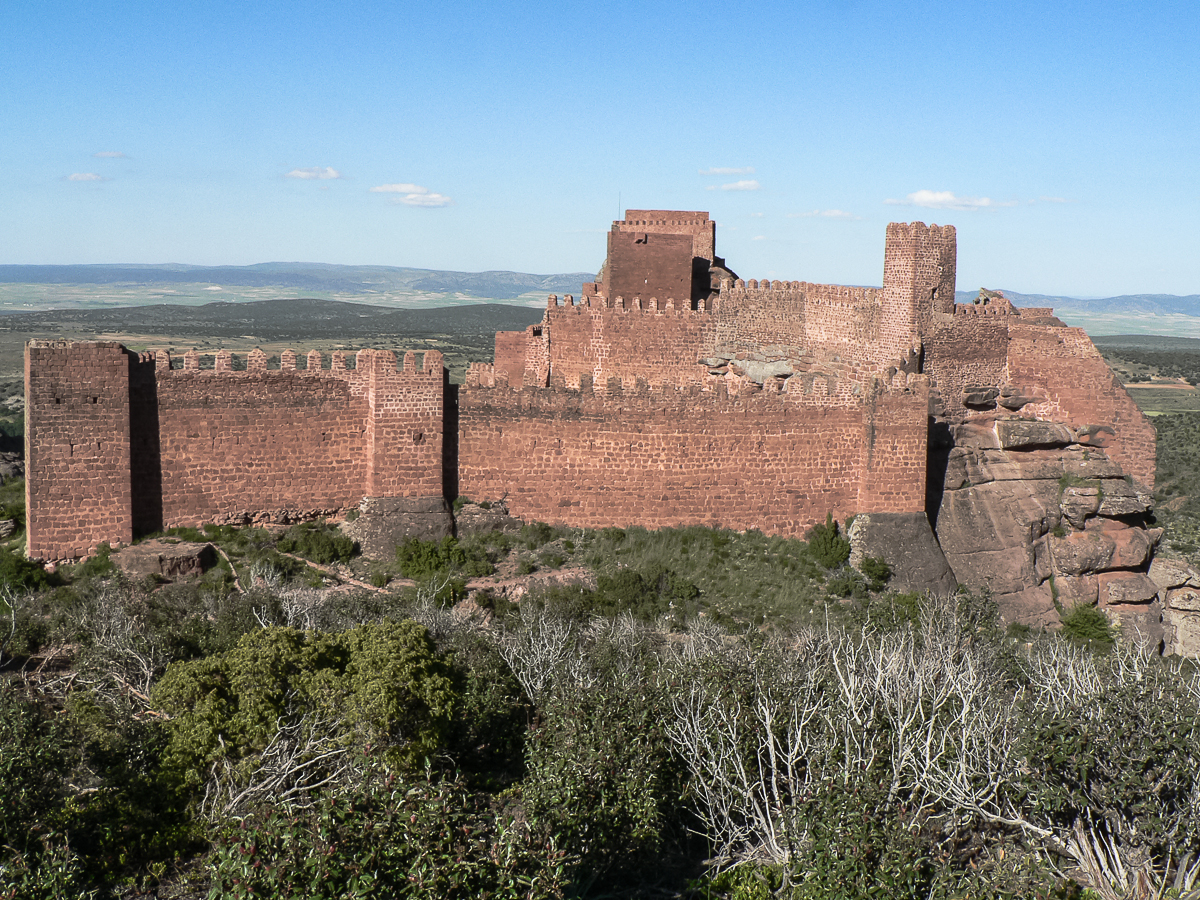
Vista general

### Prehistoria
El emplazamiento del castillo estuvo ocupado a finales de la Edad de Bronce, como lo atestiguan las cerámicas a mano y bruñidas recuperadas arqueológicamente. 

### Época musulmana
Posteriormente, bajo época de dominación musulmana, durante el siglo X y el siglo XI el lugar volvió a estar habitado, según indican las cerámicas localizadas durante las excavaciones, aunque no nos han llegado restos constructivos. Aun así sería un pequeño edificio sobre el espolón rocoso de rodeno que corona el recinto actual del castillo.

### SiglosXIII-XV
Con la expansión del Reino de Aragón al sur del Ebro hacia el Mediterráneo, el territorio de Peracense fue conquistado hacia 1150, pero es en la Baja Edad Media cuando su importancia estratégica se acrecienta por su posición limítrofe entre los reinos de Castilla y Aragón y de los señoríos de Albarracín, Molina de Aragón y Comunidad de Daroca. El castillo se amplió y reformó a lo largo del siglo XIV, una vez que pasa a ser propiedad de la Comunidad de Aldeas de Daroca, convirtiéndose en uno de los puntos fuertes de la frontera con el Reino de Castilla.

### SigloXIX
La fortaleza perdió su importancia tras la Guerra de los Dos Pedros y tras su transferencia a la Comunidad de aldeas de Daroca, fue convertida en cárcel de la Comunidad de aldeas de Daroca para sufrir después un periodo de desgaste y abandono. Fue reocupada en 1830-1833 durante la Primera Guerra Carlista por un destacamento militar liberal, el cual lo adaptó y reconstruyó parcialmente para adaptarlo a las necesidades de la artillería, lo que alteró los lienzos de la muralla y eliminó edificios interiores, dificultando así la lectura del monumento. Las excavaciones arqueológicas han hallado abundante cantidad de objetos de este período.

## Descripción

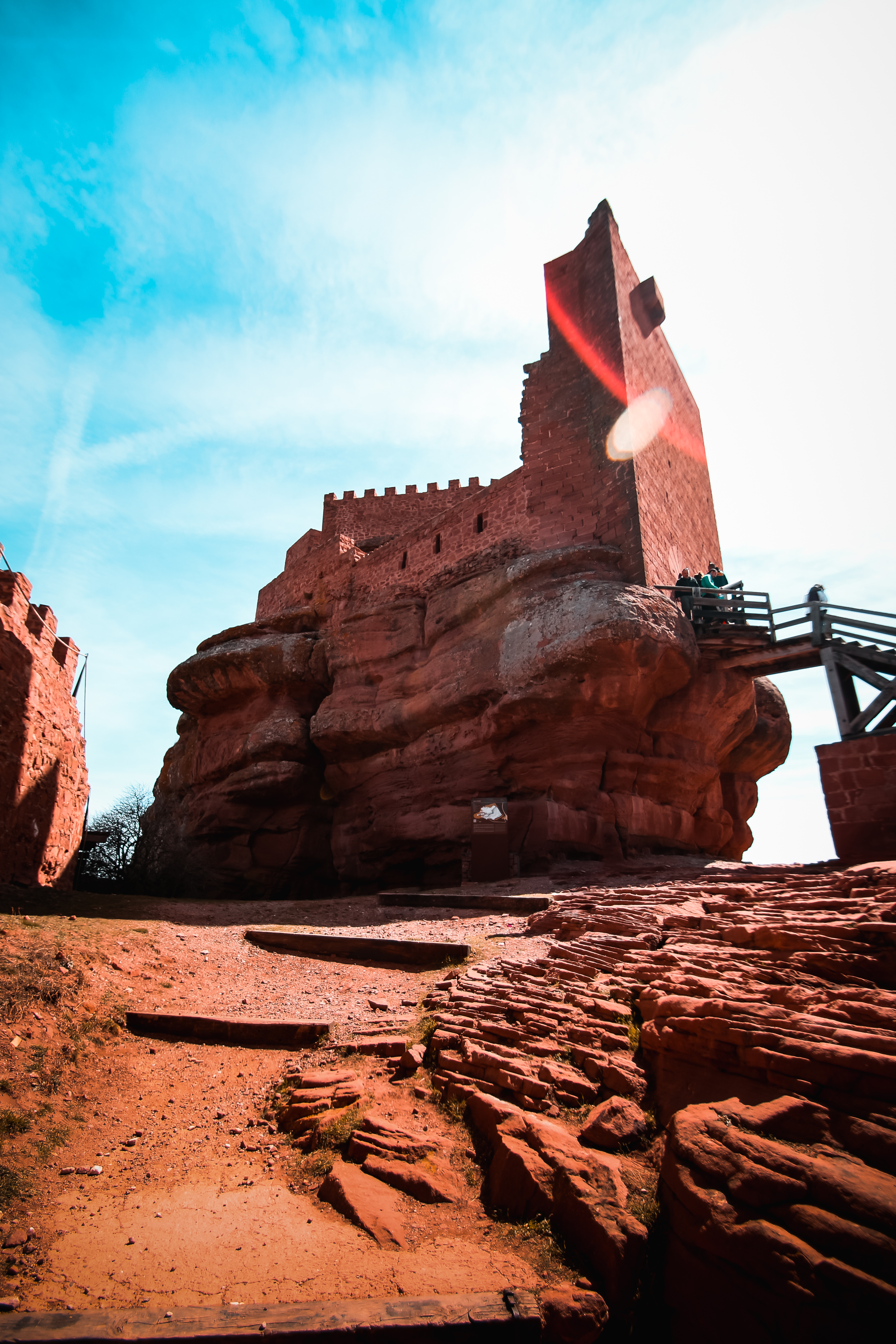
Torre

El castillo consta de tres recintos amurallados, con características constructivas diferentes.
- El recinto exterior cuenta con una poderosa muralla almenada en ángulo recto dotada de varias torres y con nivel de saeteras, el cual protege una amplia explanada o albacar.[1] Las antiguas caballerizas actualmente albergan los aseos, una sala de exposiciones y la tienda.
- El recinto medio está formado por una muralla irregular adaptada a la roca y que fue construido durante la segunda mitad del siglo XIV, en el contexto de la Guerra de los Dos Pedros. Las antiguas estancias de la tropa han sido reconvertidas en el museo y sala de actividades.
- El recinto interior está ubicado en lo alto de un escarpado peñasco rocoso, estando configurado en tres terrazas sucesivas hasta la cubierta superior, desde donde se puede dominar visualmente todo el valle del Jiloca. Para acceder a esta parte se usaba una escalera móvil que se retiraba en caso de ataque, salvando así unos 4 metros de diferencia con el nivel del recinto medio.[1]

## La recuperación
Es en 1987 cuando la Diputación General de Aragón, dado el interés que suscita por su singularidad y el peligro que corría, acomete la restauración. Se realizaron paralelamente las excavaciones arqueológicas entre 1987 y 1990, que han dado como resultado diferentes hallazgos, tales como los restos de una cantera en el interior del recinto exterior, la cual se utilizaba para la extracción de obleas circulares de piedra de rodeno que eran utilizadas como piedras de molino.
Desde 2014, la gestión y dinamización turístico-cultural es desarrollada por Acrótera Gestión del Patrimonio, por concesión del Ayuntamiento de Peracense, propietario del monumento. Permanece abierto durante todos los fines de semana del año, y todos los días en verano. Se realizan visitas comentadas para grupos, talleres didácticos con escolares y visitas guiadas.

## Exposición de armas de asedio
Desde junio de 2014, los dos patios del castillo de Peracense albergan una exposición con reproducciones de armas de asedio medievales a tamaño real.

## Catalogación
El Castillo de Peracense está inscrito en el Registro Aragonés de Bienes de Interés Cultural al estar incluido dentro de la relación de castillos considerados Bienes de Interés Cultural, en el apartado de monumento, en virtud de lo dispuesto en la disposición adicional segunda de la Ley 3/1999, de 10 de marzo, del Patrimonio Cultural Aragonés. Este listado fue publicado en el Boletín Oficial de Aragón del 22 de mayo de 2006.